# Leptembia hamifera
Leptembia hamifera är en insektsart som beskrevs av Krauss 1911. Leptembia hamifera ingår i släktet Leptembia och familjen Embiidae. Inga underarter finns listade i Catalogue of Life.